# Nelson Repenning
Nelson Repenning az MIT Sloan Menedzsment Iskolájának tanársegédje, Sterman tanítvány, az MIT Rendszerdinamika Csoportjának vezető tagja a rendszerdinamika és az üzleti folyamatok modellezésével foglalkozik.
Munkájának központjában a szervezeti vezetésfolyamatok sikeres tervezését, kivitelezését és végrehajtását befolyásoló tényezők tanulmányozása és megértése áll.
Jelenlegi kutatómunkáját a szervezeti változás, vezetési folyamattökéletesítés- és a szakterületek közötti menedzselés fejlesztése elméleti alapjainak kidolgozása képezi.
Munkássága sok különböző modeling módszert alkalmaz mint például szimuláció, nemlineáris dinamika, valamint a játék- és szerződési elmélet. Oktatási munkája vezetőképzés területén az üzletdinamika, és a felső vezetés részére szolgáló rendszerdinamikára terjed ki. Repenning az általános szakértő-rendszerdinamika néven ismert tudományág üzleti folyamat modellezés területének vezető egyénisége.